# Rio Sandy Creek
O rio Sandy Creek é um rio das Bahamas, na Ilha Andros.